# 1 Aprilie (monolog)
1 Aprilie este un monolog scris de Ion Luca Caragiale și publicat pentru prima oară în Adevărul, din 5 aprilie 1896, sub pseudonimul Luca. 
A fost rostit întâi de Petre Liciu (de la Teatrul Național din București) sub titlul Monolog, pe scena Teatrului Național din Iași, într-un spectacol din aprilie 1908 închinat românilor bucovineni care vizitau România. Tot atunci s-a prezentat și Conul Leonida față cu reacțiunea. La 29 ianuarie 1912, în cadrul Festivalului Caragiale, piesa a fost reluată la Teatrul Comedia în interpretarea actorului Ion Manolescu.
În volum a apărut pentru prima dată în ediția Minerva, din 1908, a Operelor lui I. L. Caragiale, la sfârșitul tomului Teatru.